# Lamar Hunt U.S. Open Cup de 2009
A Lamar Hunt U.S. Open Cup de 2009 foi a 96ª temporada da competição futebolística mais antiga dos Estados Unidos. D.C. United entra na competição defendendo o título.
O campeão da competição foi o Seattle Sounders FC, conquistando seu primeiro título, e o vice campeão foi o D.C. United.

## Participantes
| Entram na Primeira Fase | Entram na Primeira Fase | Entram na Primeira Fase | Entram na Terceira Fase |
| USASA 7 Times | NPSL/PDL 1 Time/8 Times | USL First/USL Second 8 Times/8 Times | MLS 8 Times |
| USASA - Aegean Hawks - Emigrantes das Ilhas - 402 FC - Milwaukee Bavarians - Lynch's Irish Pub F.C. - Sonoma County Sol - Arizona Sahuaros | NPSL - Atlanta FC PDL - Chicago Fire Premier - El Paso Patriots - Kitsap Pumas - Mississippi Brilla - Ocean City Barons - Orange County Blue Star - Reading Rage - St. Louis Lions | USL First Division - Austin Aztex FC - Carolina RailHawks - Charleston Battery - Cleveland City Stars - Miami FC - Minnesota Thunder - Portland Timbers - Rochester Rhinos USL Second Division - Charlotte Eagles - Crystal Palace Baltimore - Harrisburg City Islanders - Pittsburgh Riverhounds - Real Maryland Monarchs - Richmond Kickers - Western Mass Pioneers - Wilmington Hammerheads | - Chicago Fire - Chivas USA - Columbus Crew - D.C. United - Houston Dynamo - Kansas City Wizards - New England Revolution - Seattle Sounders FC |

## Premiação
| Lamar Hunt U.S. Open Cup de 2009       |
| -------------------------------------- |
| SEATTLE SOUDERS FC Campeão (1º título) |